# Флаг Ялуторовского района
Флаг муниципального образования Ялу́торовский район Тюменской области Российской Федерации.
Флаг утверждён 27 апреля 2006 года и внесён в Государственный геральдический регистр Российской Федерации с присвоением регистрационного номера 2406.
Флаг составлен на основании герба муниципального образования Ялуторовский район, воспроизводит его символику и наряду с ним служит официальным символом муниципального образования Ялуторовский район.

## Описание
«Прямоугольное полотнище синего цвета с отношением ширины к длине 2:3. По центру полотнища помещено изображение фигур герба Ялуторовского муниципального района (четыре лука со стрелами и напряжёнными тетивами, обращённые наружу), выполненное белым цветом. Габаритная высота фигур составляет 2/3 от высоты полотнища».